# Roger Nelson
Roger Nelson, född 1759 i Frederick County i Maryland, död 7 juni 1815 i Frederick i Maryland, var en amerikansk politiker (demokrat-republikan). Han var ledamot av USA:s representanthus 1804–1810. Han var far till John Nelson.
Nelson studerade vid College of William & Mary och sårades i slaget vid Camden i amerikanska frihetskriget. Efter kriget studerade han juridik och inledde 1785 sin karriär som advokat i Maryland. Kongressledamot Daniel Hiester avled 1804 i ämbetet och efterträddes av Nelson. Han avgick 1810 och efterträddes av Samuel Ringgold. Nelson tillträdde sedan en domarbefattning. År 1815 avled han och gravsattes på All Saints' Parish Cemetery i Frederick i Maryland. Gravplatsen flyttades senare till Mount Olivet Cemetery.